# Elmina
Elmina és una ciutat de Ghana, capital del districte de Komenda-Edina-Eguafo-Abirem a la costa sud de Sud de Ghana, Regió Central, situada en una badia orientada al sud a la costa de l'oceà Atlàntic de Ghana, a 12 km a l'oest de Cape Coast. Elmina fou el primer assentament europeu a l'Àfrica occidental i té una població de 33.576 habitants (2012).

## Història
Abans de l'arribada dels portuguesos, la ciutat va ser anomenada Anomansah (la beguda perpètua). El 1478 (durant la Guerra de Successió Castellana), prop de la costa a Elmina es va lliurar una gran batalla entre una armada castellana de 35 caravel·les i una flota portuguesa per l'hegemonia del comerç de Guinea (or, esclaus, ivori i pebre). La guerra va acabar amb una victòria naval portuguesa seguit pel reconeixement oficial per part dels Reis Catòlics de la sobirania portuguesa sobre la major part dels territoris de l'Àfrica Occidental en disputa, consagrats en el Tractat d'Alcaçovas de 1479. Aquesta va ser la primera guerra colonial entre les potències europees.
La ciutat va créixer al voltant del castell de São Jorge da Mina, construït pel portuguès Diogo de Azambuja el 1482 en el lloc d'una ciutat o un poble anomenat Amankwakurom o Amankwa. Va ser la seu de l'Àfrica Occidental de Portugal per al comerç i l'explotació de la riquesa d'Àfrica. L'interès portuguès original era l'or, però aquest interès es va ampliar per incloure a desenes de milers d'esclaus canalitzats a través del lloc d'operacions d'Elmina.
La ubicació d'Elmina la va convertir en un lloc important per als vaixells d'aprovisionament que es dirigien al sud cap al Cap de Bona Esperança en el seu camí a l'Índia. Després d'anys de riquesa portuguesa a la costa de Elmina, els neerlandesos es van assabentar de l'activitat rendible que tenia lloc allí a través de Barent Erickzen de Medenblick, un dels comerciants i navegants més antics de Guinea. Erickzen va rebre informació sobre el comerç a la costa Elmina mentre estava presoner a l'illa del Príncipe i en conseqüència fou un recurs important per als neerlandesos en termes de subministrament d'informació geogràfica i de comerç. La Companyia Neerlandesa de les Índies Occidentals la va capturar el 1637; en segles posteriors s'utilitzà sobretot per al comerç d'esclaus. Els britànics van atacar la ciutat el 1782, però va romandre en mans neerlandeses fins a 1872, quan la Costa d'Or Neerlandesa va ser venuda als britànics.
Elmina és també la llar del Fort Coenraadsburg a St. Jago Hill, construït pels portuguesos el 1555 amb el nom de Fort de Santiago, que va ser utilitzat per al comerç. En 1637 va ser conquerit pels neerlandesos i es va mantenir en les seves mans després de la conquesta del castell principal de Elmina.
Avui en dia, el principal sector econòmic de Elmina és la pesca i el turisme.